# Egyszínű szerecsenhojsza
Az egyszínű szerecsenhojsza (Bulweria fallax) a madarak (Aves) osztályának viharmadár-alakúak (Procellariiformes) rendjébe, ezen belül a viharmadárfélék (Procellariidae) családjába tartozó faj.

## Rendszerezése
A fajt Christian Jouanin francia ornitológus írta le 1955-ben.

## Előfordulása
Dzsibuti, India, Indonézia, Irán, Kenya, a Maldív-szigetek, Mozambik, Omán, Pakisztán, Szaúd-Arábia, Seychelle-szigetek, Szomália, Srí Lanka, az Egyesült Arab Emírségek és Jemen területén honos. 
A természetes élőhelye óceánok partvidéke és a nyílt víz. Vonuló faj.

## Megjelenése
Testhossza 32 centiméter, testtömege 150-180 gramm.

## Természetvédelmi helyzete
Egyedszáma alacsony, de enyhén növekedő, ezért a Természetvédelmi Világszövetség Vörös listáján mérsékelten fenyegetett kategóriában szerepel.

## Külső hivatkozások
- Képek az interneten a fajról
- Xeno-canto.org